# Armee

Taktisches Zeichen der NATO für Armeen

Armee (frz. armée, zu armer‚ aufrüsten, ausrüsten, bewaffnen, und letztlich zu lat. arma‚ Waffen, Kriegsgerät) ist eine im späten 16. Jahrhundert aus dem Französischen ins Deutsche entlehnte Bezeichnung für eine militärische Streitmacht.
Je nach Kontext bezeichnet der Begriff 
- einen großen militärischen Verband, insbesondere einen aus mehreren Korps bestehenden Heeresverband, dem ein bestimmtes Einsatzgebiet zugewiesen ist (z. B. Rheinarmee, 1. US-Armee)
- das Heer, also die Gesamtheit der regulären Landstreitkräfte eines Landes, insbesondere in Abgrenzung zur Marine, also den Streitkräften zur See (so im Falle der napoleonischen Grande Armée oder der Gemeinsamen Armee Österreich-Ungarns)
- das Militär, also die Gesamtheit aller Verteidigungskräfte eines Landes (so im Falle der Nationalen Volksarmee der DDR oder auch der Schweizer Armee, die aus den Teilstreitkräften Heer und Luftwaffe besteht).

## Armeen als Großverbände
Eine Armee ist ein unter der einheitlichen Führung eines Armeeoberkommandos, also einer Kommandobehörde, stehender großer Truppenkörper der Heeresstreitkräfte, dessen Umfang und Zusammensetzung sehr verschieden ausfallen kann. Armeen werden häufig für einen bestimmten Zweck oder Kriegsschauplatz aus mehreren Korps und Armeetruppen (dem Armeeoberkommando direkt unterstellte Verbände und Einheiten) gebildet.
Armeen haben organisatorisch und logistisch den Unterbau, der eigenständige und weiträumige Operationen ermöglicht. Neben den eigentlichen Kampftruppen gehören dazu besonders Truppen für die Logistik und das Sanitätswesen. Das Armeeoberkommando, geführt von einem Oberbefehlshaber, ist eine höhere Kommandobehörde, die alle Maßnahmen innerhalb ihres Operationsgebietes und in der Etappe (Erster Weltkrieg)/im Rückwärtigen Armeegebiet (Zweiter Weltkrieg) steuert. Der einer Armee übergeordnete Verband ist die Heeresgruppe, die größten untergeordneten Verbände sind Korps, die sich weiter in Divisionen gliedern.
Zur Unterscheidung der einzelnen Armeen benutzt man üblicherweise eine Nummerierung, wie 1. Armee. Andere Unterscheidungen sind Himmelsrichtungen, die sich nach dem Operationsgebiet von irgendeiner Basis aus ergeben, wie Ostarmee. Auch nach geographischen Gegebenheiten werden Armeen benannt, wie Rheinarmee oder Alpenarmee. Daneben kann der Zweck der Armee zur Namensgebung dienen, z. B. Invasions-, Okkupations- oder Observationsarmee. Man spricht auch von Operations- oder Feldarmee, Reserve- und Besatzungsarmee. Diejenige Armee, bei der sich der Hauptkommandierende befand, wurde früher Hauptarmee, unter Napoleon I. auch Große Armee, genannt.
Das Kommando über eine Armee führte ein Oberbefehlshaber, meist mit einem Chef des Stabes als erstem Führungsgehilfen und einem Armeestab.
In der Bundeswehr gab und gibt es keine Armeen, ihre größten ständigen Verbände sind Divisionen, die im Einsatzfall den multinationalen Korps oder einem Hauptquartier zur Führung auf operativer Ebene, z. B. Multinationales Kommando Operative Führung, unterstellt werden. Im Kalten Krieg war die direkte Unterstellung der acht NATO-Korps auf deutschem Gebiet unter die beiden Heeresgruppen (army groups) NORTHAG und CENTAG vorgesehen. Diese Heeresgruppen entsprachen von der geographischen Ausdehnung ihres Kommandos her etwa denen des Zweiten Weltkriegs, in ihrer Größe eher Armeen. Nur die beiden amerikanischen Korps bildeten im Frieden die 7. US-Armee.
Die NATO-Kommandostruktur konnte mit dem Ende des Kalten Krieges gestrafft werden, der Bedarf für Verbände über Korpsgröße entfiel für die NATO. Die jetzt multinationalen Korps, denen die Bundeswehr angehört, sind direkt SHAPE unterstellt. Diesem untergeordnet sind die Allied Joint Force Command als Kommandos, für Europa Mitte Brunssum. Diesem nachgeordnet ist für die Landstreitkräfte Europa Mitte das Land Command Izmir als Nachfolger von NORTHAG und CENTAG.

## Erster Weltkrieg

### Deutschland

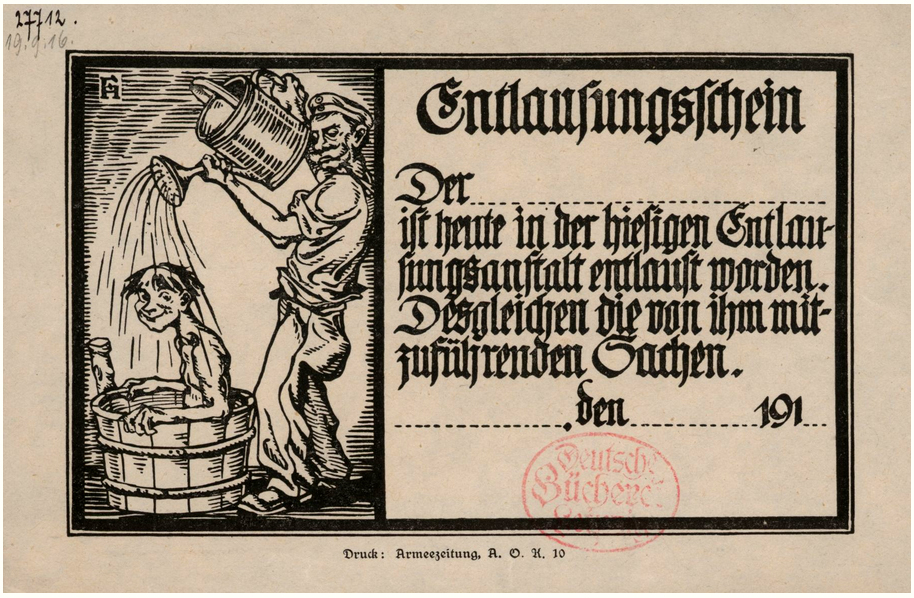
Entlausungsschein der Armeezeitung, gedruckt vom A. O. K. 10, mit einer Karikatur von Fred Hendriok, um 1916

Im Heer des deutschen Kaiserreichs existierten als Kommandobehörden oberhalb der Armeekorps die Armee-Inspektionen (zuletzt Nr. I bis VIII), die im Ersten Weltkrieg in Armeeoberkommandos umgewandelt/umbenannt wurden.
In Österreich-Ungarn war das bei Kriegsbeginn im Sommer 1914 eingerichtete Armeeoberkommando (A.O.K.) – es gab nur eines – Befehlszentrale für sämtliche im Einsatz befindlichen Land- und Seestreitkräfte der Doppelmonarchie.

## Zweiter Weltkrieg

### Deutschland

Flagge für den Oberbefehlshaber eines Armeeoberkommandos der Wehrmacht

Im Zweiten Weltkrieg führte bei der Wehrmacht ein AOK (Oberbefehlshaber: i. d. R. Generaloberst aufwärts) mehrere Armeekorps und verfügte über eigene (Armee-)Truppen z. B. schwere Artillerie, Pioniere und sonstige Sondertruppen, die ihm nach Verfügbarkeit und Auftrag unterstellt wurden. Das AOK war als Führungsmittel zwischen der Heeresgruppe und den Armeekorps angesiedelt. Anforderung und Verteilung von Nachschub lief jedoch in der Regel direkt über den Oberquartiermeister des AOK; das Heeresgruppenkommando war damit nur in Krisensituationen befasst.
Das Zuständigkeitsgebiet eines AOK teilte sich in das Operationsgebiet, das wiederum auf Korps- und Divisionsebene unterteilt war, und das Rückwärtige Armeegebiet, das dem „Kommandanten rückwärtiges Gebiet“ (Korück) unterstand.
Im Kriegsverlauf wurden in bestimmten Lagen als Provisorium neben den AOKs auch Armeeabteilungen und Armeegruppen gebildet. Diese verfügten oftmals nicht über alle vorgesehenen Führungsmittel und waren nach dem jeweiligen Befehlshaber benannt.

#### Gliederung eines AOK
Die normale Gliederung eines Armeeoberkommandos im Zweiten Weltkrieg umfasste:
- Befehlshaber des Armeeoberkommandos
  - Chef des Generalstabes (z. B. Generalmajor)
- Abteilung I (Führungsabteilung)
  - Erster Generalstabsoffizier (Ia) (Operationen)
  - Dritter Generalstabsoffizier (Ic) (Feindlage)
  - Vierter Generalstabsoffizier Id (Ausbildung)
  - Nationalsozialistischer Führungsoffizier (NSFO; ab 1944)
- Abteilung II (Adjutantur – Verwaltung)
  - 1. Adjutant IIa (Personalangelegenheiten der Offiziere)
  - 2. Adjutant IIc (Personalangelegenheiten der Unteroffiziere und Mannschaften)
- Oberquartiermeisterabteilung (Nachschub)
  - Zweiter Generalstabsoffizier (Oberquartiermeister)
  - Armeearzt IVb
  - Armeeveterinär IVc

- kommandiert:
  - Höherer Artilleriekommandeur (Harko)
  - Armeepionierführer (A.Pi.Fü)
  - Armeenachrichtenführer (A.Nachr.Fü.)
  - Stabsoffizier für Gasabwehr
  - Stabsoffizier für Panzerbekämpfung (Stopak)

#### Armeeoberkommandos (AOK)
| - 1. Armee - 2. Armee - 3. Armee - 4. Armee - 5. Armee - 6. Armee - 7. Armee | - 8. Armee - 9. Armee - 10. Armee - 11. Armee - 12. Armee - 14. Armee - 15. Armee | - 16. Armee - 17. Armee - 18. Armee - 19. Armee - 21. Armee - 24. Armee - 25. Armee | - 1. Fallschirm-Armee - Armee Lappland/20. Gebirgs-Armee - Armee Ligurien - Armee Norwegen - Armee Ostpreußen |

#### Panzer-Armeeoberkommandos (PzAOK)
| - 1. Panzerarmee - 2. Panzerarmee - 3. Panzerarmee | - 4. Panzerarmee - 5. Panzerarmee - 6. Panzerarmee | - Panzerarmee Afrika/deutsch-italienische Panzerarmee - (6. SS-Panzerarmee) - (11. SS-Panzerarmee) |

### Frankreich

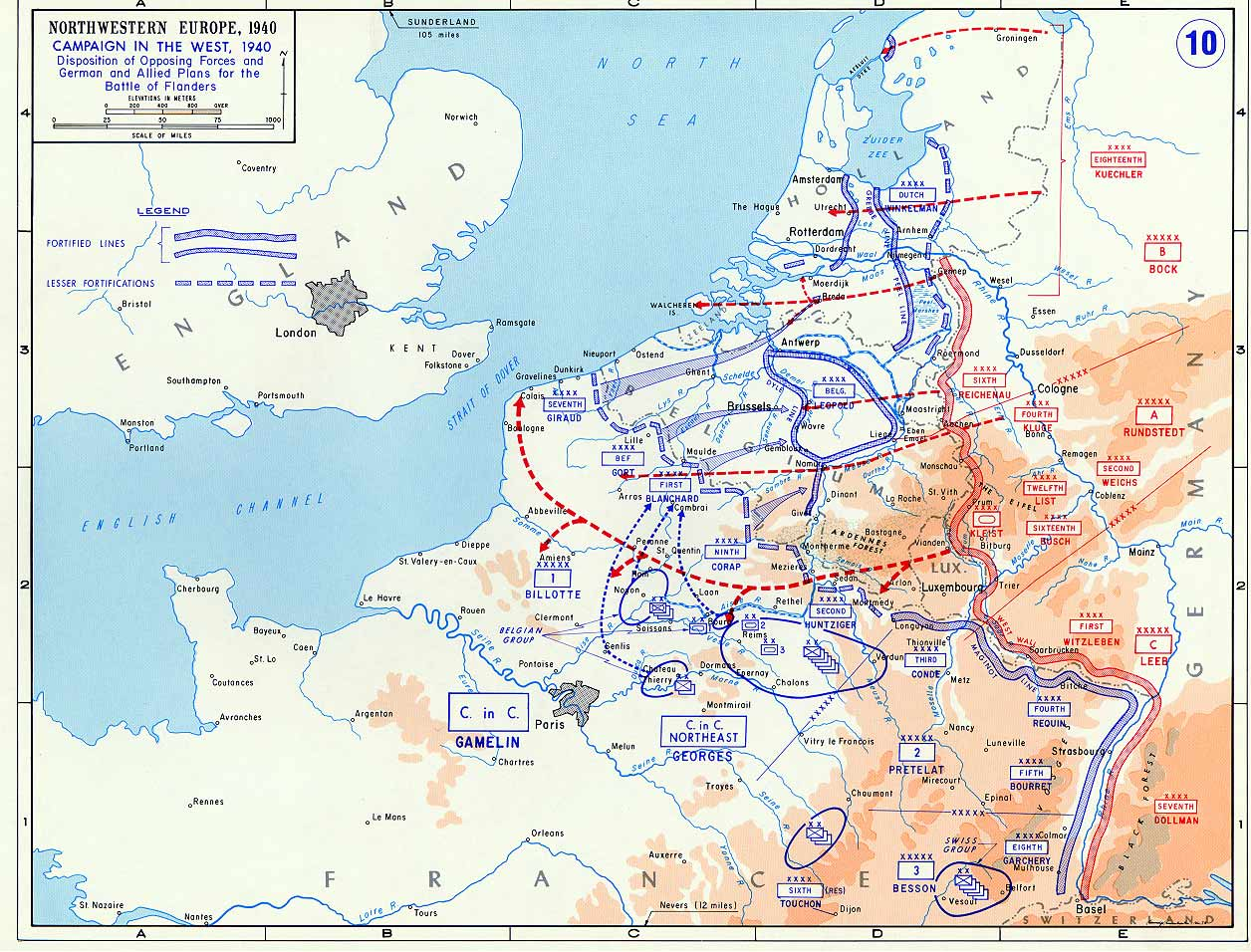
Westfeldzug 1940

Frankreich stellte insgesamt vier Heeresgruppen in der Verteidigung gegen den Westfeldzug der Wehrmacht auf:

#### Heeresgruppe 1 (GA1)
Unter Gaston Billotte und später Georges Maurice Jean Blanchard.
Während sich die Heeresgruppe 1 im Juni 1940 auf Dünkirchen zurückzog, besetzte die 2. Armee die „Weygand-Linie“.
- 1. Armee (Georges Blanchard, René Prioux, Jean de Lattre de Tassigny)
- 2. Armee (Charles Huntziger, Henry Freydenberg)
- 7. Armee (Henri Giraud, Aubert Frère)
- 9. Armee (André Georges Corap)

#### Heeresgruppe 2 (GA2)
Unter André-Gaston Prételat und später Charles-Marie Condé
- 3. Armee (Charles-Marie Condé)
- 4. Armee (Édouard Réquin), im Juni 1940 schloss sie sich der 4. Heeresgruppe an.
- 5. Armee (Victor Bourret)
- 8. Armee (Marcel Garcherey, Émile Laure), ab 20. Mai 1940.

#### Heeresgruppe 3 (GA3)
Unter Benoît Besson
- 6. Armee (Robert Touchon)
- 7. Armee
- 8. Armee, bis 20. Mai 1940

#### Heeresgruppe 4 (GA4, „Weygand-Linie“)
Unter Charles Huntziger.
Die Weygand-Linie von General Maxime Weygand war eine im Mai 1940 geschaffene militärische Auffangstellung der französischen Armee.
- 2. Armee
- 4. Armee
- 10. Armee (Robert Altmayer), am 31. Mai 1940 wurde am Unterlauf der Seine erneut eine 10. Armee aufgestellt